# Pain & Gain
Pain & Gain is een Amerikaanse film uit 2013 geregisseerd door Michael Bay. In de film spelen Mark Wahlberg, Dwayne Johnson en Anthony Mackie de hoofdrollen.
De film is gebaseerd op een artikel dat gepubliceerd is in een reeks van Miami New Times-artikelen uit 1999. Ze zijn geschreven door Pete Collins en gebundeld in Collins 2013.
De film is gebaseerd op waar gebeurde feiten over een georganiseerde bende die aan kidnapping, afpersing, mishandeling en moord deed en waarvan sommige leden bodybuilders waren.

## Rollen
- Mark Wahlberg als Daniel Lugo
- Dwayne Johnson als Paul Doyle
- Anthony Mackie als Adrian "Noel" Doorbal
- Tony Shalhoub als Victor Kershaw
- Ed Harris als Det. Ed Du Bois, III
- Rob Corddry als John Mese
- Rebel Wilson als Robin Peck
- Ken Jeong als Johnny Wu
- Bar Paly als Sorina Luminita
- Michael Rispoli als Keili Lefkowitz
- Tony Plana als Captain Lopez
- Emily Rutherfurd als Cynthia "Cissy" Du Bois
- Yolanthe Cabau als Analee Calvera
- Larry Hankin als Pastoor Randy
- Peter Stormare als Dr. Bjornson
- Brian Stepanek als Brad McCallister
- Kurt Angle als Gedetineerde